# 脉冲星计时阵列
脈衝星計時陣列（英語：PTA），也称脉冲星计时阵，是在銀河系內被監測和分析的一組脈衝星組成的陣列，以尋找脈衝到達地球時間的相關特徵的。因此，它們是銀河系大小的探測器。儘管脈衝星計時陣列有許多應用，但最著名的是使用毫秒脈衝星陣列來檢測和分析長波長（即低頻）引力波背景。這樣的探測需要對重力波（GW）特徵進行詳細量測，比如由引力波引起的不同毫秒脈衝星對發射的脈衝到達時間之間的四極相關性，而該相關性僅取決於脈衝星對在天空中的角分離。因為引力波引起的四極空間相關性，可以通過更多的脈衝星配對更好地採樣，所以越大的陣列可能越適合引力波檢測。有了這樣的引力波探測器，毫秒脈衝星計時陣列將在中打開一個新的低頻視窗，以窺視潜在的古代天體物理來源和早期宇宙過程，而這是任何其它管道都無法訪問的。

## 概述

脈衝星 P1 ... Pn 週期性地發送信號。引力波（GW）會改變了地球（E）與脈衝星的距離。天文學家持續的接收這些脈衝信號，當距離改變時，脈衝抵達地球的間隔時間也會改變。通過檢測脈衝參數的變化就可以檢測到引力波。

使用脈衝星作為引力波探測器的構想最初是由薩任（英語：Sazhin）在1970年代晚期提出的 and Detweiler。這個想法是將太陽系重心和銀河系的脈衝星視為太空中假想臂的兩端。脈衝星在臂的一端充當參考時鐘，有規律地發出由地球上的觀測者監測的脈衝訊號。當長波長的引力波通過時，會影響與擾亂銀河系的時空，並導致觀測到的脈衝到達時間發生微小變化。:207–209
1983年，黑林斯（英語：Hellings）和唐斯（英語：Downs）將這一想法擴展到脈衝星陣列，並發現引力波的隨機背景會產生獨特的引力波特徵：不同毫秒脈衝星對發射的脈衝到達時間之間的四極空間相關性，僅取決於從地球上看這對脈衝星在天空中的角分離（實際上是太陽系的重心）。脈衝星計時陣列的關鍵特性是，僅有來自隨機引力波背景的訊號將在脈衝星對的視線之間相互關聯，而來自其它雜訊過程的訊號則不會。在文獻中，這種空間相關性曲線被稱為黑林斯-唐斯曲線或重疊减少函數。
黑林斯和唐斯的工作在靈敏度上受到陣列中脈沖星時鐘的精度和穩定性的限制。隨著1982年發現更穩定的毫秒脈衝星之後，福斯特（英語：Foster）和唐納德·貝克（英語：Donald C.Backer）在1990年，通過將黑林斯-唐斯分析應用於高度穩定的毫秒脈衝星陣列，提高了對引力波檢測的靈敏度，並啟動了「脈衝星計時陣列計畫」，使用國家電波天文台43米望遠鏡觀測三顆脈衝星。
之所以使用毫秒脈衝星，是因為它們不容易發生星震和自轉突變，以及吸積事件或隨機時序雜訊。這些都會影響經典脈衝星的週期。毫秒脈衝星的穩定性與基於原子鐘的時間標準在運行數十年內的平均時相當。
對這些傳播特性的影響之一是低頻引力波（Gws），其頻率為 10−9 至 10−6 赫茲；這種引力波最有可能的天體物理來源是合併星系中心的超大質量黑洞聯星，那裡有數以千萬計的太陽質量在軌道上運行，週期為數月至數年之間。
低頻引力波導致脈衝的到達時間在其波長上變化幾十納秒（因此，對於3 x 10＜sup＞−8＜/sup＞Hz的頻率，每年一個週期，人們會發現脈衝在7月早到達20納秒，在1月晚到達20納秒）。這是一個微妙的實驗，儘管毫秒脈衝星是足够穩定的時鐘，脈衝的到達時間可以預測到所需的精度；實驗使用20到50顆脈衝星的集合來解釋大氣中以及觀測者和脈衝星之間空間中的色散效應。有必要對每顆脈衝星進行大約一週一次的監測；更高的觀測節奏將允許檢測更高頻率的低頻引力波，但尚不清楚在這樣的頻率下是否會有足够大的天體物理源。
通過這種方法不可能獲得源的準確天空位置，因為分析20顆脈衝星的時間將產生100平方度 – 的不確定性區域，這是一片大約有盾牌座大小的天空，其中至少包含數千個合併星系。
脈衝星計時陣列（PTA）的主要目標是量測背景低頻引力波的振幅，這可能是由超大質量黑洞合併的歷史引起的。振幅可以描述星系形成的歷史。背景波振幅的界限稱為上限，低頻引力波背景的振幅小於上限。
一些超大質量黑洞聯星可能會形成一個穩定的聯星，只有在當前宇宙年齡的許多倍之後才會合併。這被稱為「最終秒差距問題」。現在還不清楚超大質量黑洞是如何在這個距離上相互接近的。
雖然超大質量黑洞聯星最有可能的極低頻引力波的來源，但其它來源也可能產生這些波，如宇宙弦，它們可能在宇宙歷史早期形成。當宇宙弦相互作用時，它們可以形成通過輻射引力波而衰變的環。

## 外部連結
- Pulsar timing array simulator SimPTA
- European Pulsar Timing Array （页面存档备份，存于）
- North American Nanohertz Gravitational Wave Observatory (NANOGrav) （页面存档备份，存于）